# Клод Жозеф Верне
Клод Верн́е (повне ім'я Клод Жозе́ф Верне́, фр. Claude Joseph Vernet; 14 серпня, 1714, Авіньйон — 3 грудня, 1789, Париж) — французький художник пейзажист періоду рококо і французького предромантизму.

## Життєпис

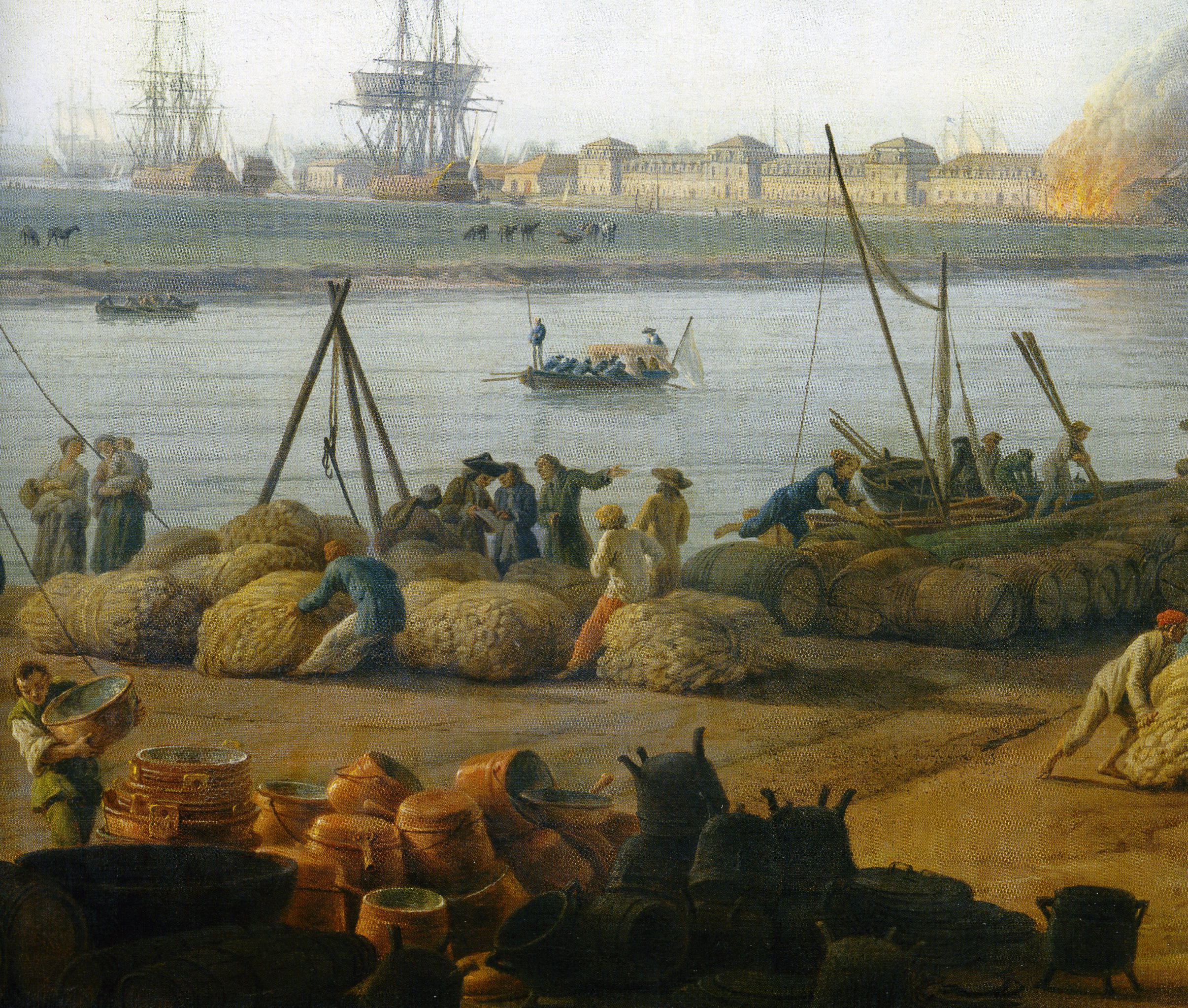
«Порт Рошфор» з зображенням арсенала.

Походив з художнього середовища. Його батько, Антуан Верне, був провінційним художником-декоратором. Він і надав перші художні навички синові. Пізніше навчався в майстерні художника Луї Рене де Велі. Починав як епігон Ніколя Пуссена, що був авторитетом для багатьох художників Франції доби класицизму і рококо. Здібного новачка помітив маркіз Кодо, Жозеф де Сейтре, котрий і надав тому стипендію на стажування в Італії.
1734 року він відбув в Рим. Вчителями Клода Жозефа в Римі були Бернардино Ферджоні та Адрієн Мальярд. 1743 року за успіхи в творчості француза Клода Жозефа Верне обрали членом Римської академії св. Луки. 1745 року від одружився з Вірджинією Паркер, донькою англійського капітана флоту папи римського.
Художника, що пройшов добру школу в Римі, помітили і у Франції. Його патроном став маркіз де Маріньї́. Для короля Франції Людовика XV Клод Верне створив серію з 15 картин «Порти Франції», що була продовженням його творів з морськими краєвидами і портами Італії. З 1763 року він оселився в Парижі і почав працювати як для короля, так і для представників французької й інтернаціональної аристократії. Уславився завдяки створенню морських краєвидів і портів Середземномор'я, а також фантазійних краєвидів (гірських, морських, річкових) в часи штормів чи буревіїв. Картини Клода Жозефа Верне з буревіями розійшлись по різним країнам Європи і прикрасили королівські і магнатські палаци. Вони були ще одним приємним, контрастним засобом декору в занадто спокійних палацах доби класицизму напередодні французької революції 1789—1793 років. Тісно пов'язаний з вельможними замовниками, художник повільно еволюціонував від відвертої стилістики рококо до бурхливих краєвидів доби предромантизму.
З донькою Клода Вере (Емілі Маргаритою) узяв шлюб французький архітектор Жан-Франсуа Шальгрен (1739—1811), автор сучасної Тріумфальної арки в Парижі (добудована іншими). Його син Антуан Шарль Орас Верне та його онук (Орас Верне) теж стануть художниками.
На честь Клода Верне української поетесою Ліною Костенко складено вірш «Художник».

## Вибрані твори
- «Водоспад в Тіволі», 1737, Музей мистецтв, Клівленд, США
- «Морське узбережжя біля Анцио», 1743, Ермітаж
- «Пейзаж в стилістиці Сальватора Роза», 1746, Музей образотворчих мистецтв імені Пушкіна, Москва
- «Схід сонця», 1746, Музей образотворчих мистецтв імені Пушкіна, Москва
- «Ранок в Кастелламаре», 1747, Ермітаж
- «Руїни біля Річки», 1748, Ермітаж
- «Вілла Памфілі», 1749, Музей образотворчих мистецтв імені Пушкіна, Москва
- «Шторм на морі», Національний музей мистецтв імені Богдана та Варвари Ханенків, Київ
- «Краєвид на околиці Сорренто», 1750, Ермітаж
- «Італійська гавань», Ермітаж
- «Скелясте морське узбережжя», 1751, Ермітаж
- «Гавань з обеліском», Ермітаж
- «Порт Марселя», серія «Порти Франції», 1754
- «Порт Рошфор», серія «Порти Франції», 1761
- «Порт Ла-Рошель», серія «Порти Франції», 1762
- «Шторм біля скель», 1763, Ермітаж
- «Порт Дьєпп», серія «Порти Франції», 1765
- «Порт в Палермо», 1769, Ермітаж
- «Краєвид з замком на узбережжі», 1769, Ермітаж
- «Середземноморський порт вночі», 1771
- «Гірський пейзаж перед буревієм», 1775, Даллас, США
- «Італія. Гавань в Анконі», Ермітаж
- «Купання в морі біля печери», 1787

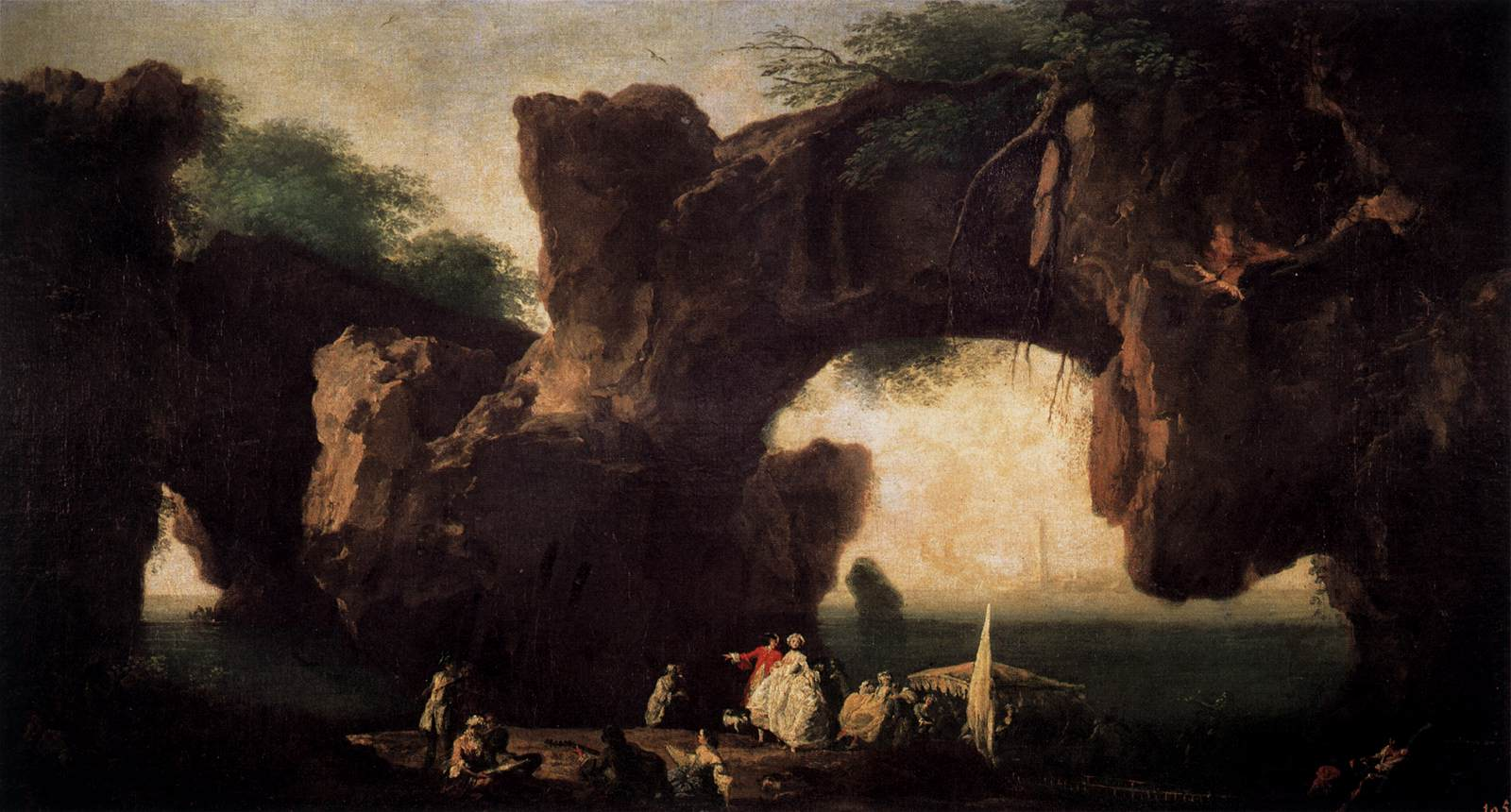
«Водоспад в Тіволі», 1737, Музей мистецтв, Клівленд, США
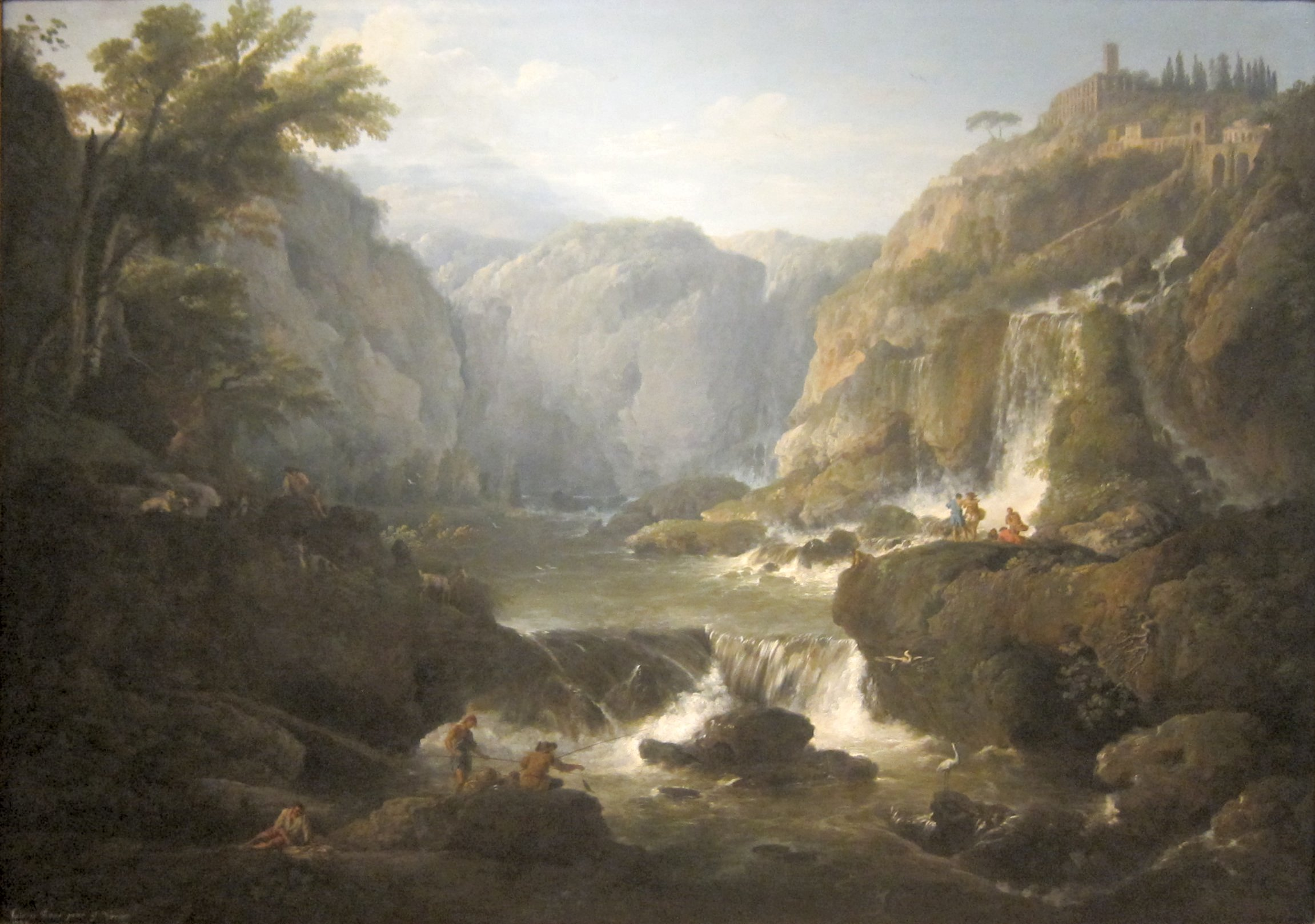
«Краєвид на околиці Сорренто», Прадо, Мадрид
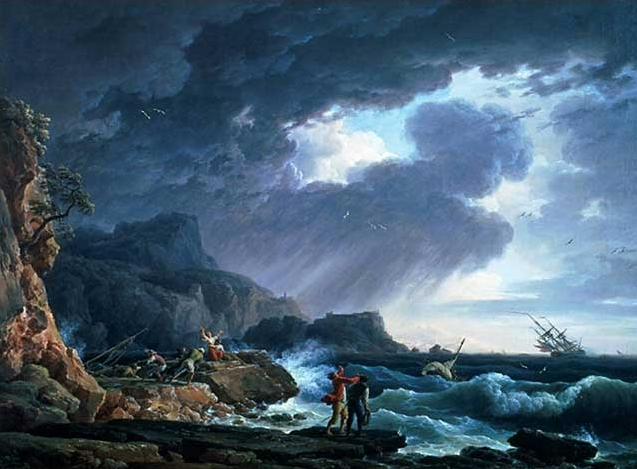
«Шторм», 1752, приватна збірка